# 上下都很平坦
《上下都很平坦》，著名先锋派小说家马原的代表作之一，为长篇小说，带有自传性质。

## 内容
20世纪70年代，正是文化大革命如火如荼地进行中，毛泽东号召知识分子上山下乡，一大群原本在学校里研究钻研学术和科技的知识分子瞬间变成了知青，知青来到农村之后，在农村过着困窘和饥荒的日子，为了解决温饱问题，他们偷鸡摸狗、打猎、下河抓鱼、上山采野果等，瓶子、小秀、江梅、肖丽这4个女子正是知青中的成员，姚亮、陆高、长脖、二狗4个男子也是知青中的成员，他们互相在这场盛大的革命运动中遭遇，因为正处青春韶华，心理和生理都已经成熟，他们便在这场轰动全国的运动中开辟出一条狭小的小天地，谈情说爱，安家落户，植根乡土。

## 艺术
小说语言简洁和深刻，富有哲理意义和神秘气息。

## 社会反响
《上下都很平坦》与王朔《动物凶猛》、余华《在细雨中呼喊》并称“先锋文学青春叙事的三部杰作”。